# Малый хурал Монгольской Народной Республики
Малый хурал Монгольской Народной Республики (монг. Бүгд Найрамдах Монгол Ард Улсын Хурал) — бывший законодательный, распорядительный и контрольный орган Монгольской Народной Республики, действовавший в 1924—1949 годах. Упразднён в 1949 году в связи с принятием изменений к конституции 1940 года.
После демократической революции была предпринята попытка возобновить малый хурал; он должен был состоять из 50 представителей, избирамых Великим Хуралом: три четверти этих членов должны были быть выбраны из числа членов великого хурала. Места в малом хурале распределялись между партиями, участвующими в выборах, путем пропорционального представительства. Новый хурал собирался дважды в год на 75-дневных сессиях. У него был председатель, Раднаасумбэрэлийн Гончигдорж, который также был вице-президентом по должности; вице-председатель Кинаятин Зардыхан; и секретарь Бяраагын Чимид. Первая сессия была проведена в сентябре 1990 года. В июле 1992 года, после принятия новой конституции Монголии, был создан однопалатный законодательный орган, и малый хурал был отменён.